# Тімоті Леннарт Копра
Тімоті Леннарт Копра (англ. Timothy Lennart Kopra, нар. 9 квітня 1963, Остін) — американський астронавт-дослідник НАСА фінського походження.
Перший космічний політ здійснив у 2009 році тривалістю 58 діб. Другий політ почався 15 грудня 2015 року і закінчився 18 червня 2016.

## Біографія
Тімоті Копра народився в Остіні, столиці штату Техас, у сім'ї Леннарта Лаурі Копра і Марти Копра. Дід Тімоті зі сторони батька, Антті Копра (1890—1968), був родом із Фінляндії — із селища Лаавола приходу Валк'ярві (Карелія, зараз — Мічуринське сільське поселення на території Росії); до США він переселився у 1910 році (за іншими даними — у 1915 році) як лютеранський місіонер. Бабуся Тімоті зі сторони батька, Естер Саксінен, також була родом із Фінляндії — із Гельсінкі, вона переселилась до США в 1915 році. Леннарт Л. Копра (1924—1998), їхній син, служив льотчиком в Армія США в 1942—1946 роках, після демобілізації займався проблемами глухонімих, був спеціалістом в області аудіології, був вибраний почесним професором Техаського університету в Остіні. Мати Тімоті, Марта, мала німецькі корені — предки її батька переселились в Америку із Німеччини в 1880-х роках, а предки її матері — на початку XVIII століття. Тімоті ріс разом з братами Ендрю і Деніелом та сестрою Лаурі.
У 1981 році, після закінчення школи (англ. McCallum High School) в Остіні, Тімоті вступив до Військової академії США у Вест-Пойнті, котру закінчив у 1985 році, отримавши ступінь бакалавра наук.

## Нагороди
- Медаль «За заслуги в освоєнні космосу» (12 квітня 2011) — за великий внесок у розвиток міжнародної співпраці в області пілотованої космонавтики[5]

## Сім'я
Жінка: Дон Леман. Діти: Метью, Жаклін.